# Medal Wolności Haakona VII
Medal Wolności Haakona VII (norw. Haakon VIIs Frihetsmedalje lub Haakon VIIs Fridomsmedalje) – jednoklasowe odznaczenie Królestwa Norwegii, nadawane od 1945 roku.

## Historia i insygnium
Medal Wolności został ustanowiony 18 maja 1945 jednocześnie z Krzyżem Wolności na krótko przed powrotem króla Haakona VII i rządu do ojczyzny z wygnania w Anglii. Nadawano go po zakończeniu działań wojennych kombatantom II Wojny światowej, zarówno Norwegom jak cudzoziemcom, wojskowym i cywilom, za zasługi dla sprawy Norwegii – głównie, ale niekoniecznie, zdobyte na polu walki. W roku 1988 wznowiono medal i przyznawano go od 1989 b. marynarzom norweskiej marynarki handlowej, którzy uczestniczyli w działaniach wojennych 1940-45, nie otrzymawszy pierwszej wersji medalu. Dość szczodrze nadawany medal znajduje się na 12. miejscu listy precedencji odznaczeń norweskich.
Oznaka odznaczenia to okrągły medal z brązu o średnicy 3,3 cm. Na awersie medalu znajduje się ukoronowany monogram Haakona VII z podłożoną pod nim literą V (łac. Victoria – Zwycięstwo)., otoczony podobnym napisem jak rewers Krzyża Wolności – Alt for Norge 1940-1945 (Wszystko dla Norwegii 1940-1945)). Rewers medalu jest gładki, z bordiurą w kształcie wieńca laurowego. Medal noszony jest na lewej piersi na ciemnoniebieskiej wstążce. Wersja z 1988 różni się od pierwotnej tylko nieco innym kształtem korony królewskiej wieńczącej monogram. Po śmierci odznaczonego medal nie podlega zwrotowi do kancelarii królewskiej.